# Aloe kouebokkeveldensis
Aloe kouebokkeveldensis là một loài thực vật có hoa trong họ Măng tây. Loài này được van Jaarsv. & A.B.Low mô tả khoa học đầu tiên năm 2004.